# Charakterystyka amplitudowo-fazowa

Charakterystyka Nyquista

Charakterystyka amplitudowo-fazowa, charakterystyka Nyquista, wykres Nyquista (ang. polar plot, Nyquist plot) – w automatyce, wykres transmitancji widmowej układu na płaszczyźnie zmiennej zespolonej.
Można ją wyznaczyć doświadczalnie, dokonując pomiarów (w stanie ustalonym) amplitudy oraz przesunięcia fazowego sygnału wyjściowego układu, gdy sygnałem wejściowym jest sygnał sinusoidalny o stałej amplitudzie i częstotliwości. Na wykresie umieszcza się punkty odpowiadające wartościom transmitancji widmowej dla kolejnych wartości pulsacji {\displaystyle \omega \in [0,\infty ).} Kierunek strzałki oznacza kierunek wzrostu {\displaystyle \omega .} Na osi rzędnych odłożona zostaje wartość części urojonej, a na osi odciętych wartość części rzeczywistej transmitancji widmowej. Wykres charakterystyki amplitudowo-fazowej układu realizowalnego fizycznie dąży do początku układu współrzędnych.